# Giovanni Bembo (filologo)
Giovanni Bembo (Venezia, 1473 – Venezia, 1545) è stato un filologo italiano.
Grande viaggiatore, fu in Spagna dal 1504 al 1505. Eccellente epigrafista, raccolse le Inscriptiones antiquae ex variis locis sumptae; fu inoltre autore della Cronaca Bemba, riguardante le vicende veneziane fino al 1510, probabilmente ripresa dalle cronache di Daniele Barbaro.